# Enfoque profundo
El enfoque profundo o deep focus es una técnica cinematográfica que muestra una puesta en escena con una gran profundidad de campo. Es decir, un plan con deep focus normalmente muestra enfocados desde lo que se encuentra en primer plano hasta lo que se encuentra al fondo.
Para conseguir este efecto, generalmente, se utilizan objetivos gran angulares con aperturas muy pequeñas para mostrar enfocados varios planos. La apertura es lo que determina cuánta luz entra por la lente. Cuanto más pequeña es esta apertura menos luz entrará y, además, se obtendrá una profundidad de campo mayor.

## Métodos

### Cámara
Hay una serie de características que influirán en conseguir el deep focus.
Generalmente, para conseguir el efecto se tienden a utilizar objetivos angulares, ya que la profundidad de campo que crean estos no es tan pronunciado como el que se puede obtener con un teleobjetivo. Seguidamente, es necesario hacer uso de diafragmas cerrados (f/16 o f /22, por ejemplo), ya que cuanto más cerrada está esta apertura, más profundidad de campo.
Como consecuencia de ello, el flujo de luz que entra por el objetivo será menor y, por tanto, será necesario tener a disposición mucha luz o bien aumentar la sensibilidad de la película ante la luz (ISO).

### Split focus diopter
El split focus diopter es una pieza de vidrio convexo que sólo cubre la mitad de la lente, consiguiendo así que la mitad que cubra pueda enfocar otro plano. Esto quiere decir que un objeto en segundo plano estará enfocado y un objeto en primer plano situado al frente del filtro también lo estará. Esto, por lo tanto, crea una sensación de profundidad de campo.
Como consecuencia de ello, el área que se encuentra entre ambos planes quedará borrosa o distorsionada. Sin embargo, se pueden utilizar columnas, paredes u otros objetos para ocultar de forma creativa esta línea "desenfocada".

### Composición
Este método se logra mediante la posproducción. En vez de grabarlo todo en una sola secuencia, se hacen más, pero siempre de forma idéntica. En cada una de estas grabaciones el plan de enfoque está en un lugar diferente.
Después, en posproducción, se superponen las diversas grabaciones para crear una composición única, consiguiendo de esta manera el llamado deep focus.

## Ventajas
André Bazin relaciona esta técnica con la puesta en escena y, según él, ayuda a conseguir un cierto realismo. Según Bazin hay tres ventajas:
1. Pone en contacto al espectador y las imágenes.
2. Es intelectualmente más desafiante que un montaje que manipula los espectadores para hacerles ver lo que el cineasta quiere. Por tanto, la profundidad de foco pone en manos del espectador de ver lo que él quiera.
3. Permite la ambigüedad esencial para las obras de arte.